# Javier del Granado
Francisco Javier del Granado y Granado (Cochabamba, 27 de febrer de 1913 - ibid., 15 de maig de 1996) va ser poeta guardonat i fill predilecte de Bolívia.
Nascut en el si d'una família aristocràtica amb notables precedents literaris, va passar la majoria de la seva joventut en l'antiga hisenda colonial de la família, situada prop de la localitat d'Arani en el departament de Cochabamba, Colpa-Ciaco, que al segle xvi va ser un convent agustí. El contacte amb la naturalesa i la vida campestre van tenir molta influència en les seves obres, que combinen l'ambientació èpica i crònica històrica amb els temes rurals i indígenes, i un fort ús d'idiomes autòctons, principalment el quítxua (la llengua ancestral dels Inques). Arran de la preocupació temàtica pel poble i el paisatge del terrer en què havia nascut, així com pel cultiu de les formes mètriques i la intensitat i lluentor dels seus sonets i romanços, la seva producció poètica ha estat comparada amb l'obra de l'humanista mexicà Alfonso Reyes.
El poeta bolivià va aconseguir reconeixement ampli, rebent una multitud de premis nacionals i internacionals, al llarg d'una carrera de més de mig segle. La seva defunció va estar marcada per tres dies de duel nacionals i el seu funeral va ser un esdeveniment estatal. En la seva memòria, Bolívia ha dedicat dues avingudes i una plaça i s'ha descobert un monument en el seu honor.

## Obra
Les seves obres principals són:
- Rosas pálidas (1939)
- Canciones de la tierra (1945)
- Santa Cruz de la Sierra (1947)
- Cochabamba (1959)
- Romance del valle nuestro (1964)
- La parábola del águila (1967)

Oli sobre pergamí de Javier del Granado per Silvia Peñaloza

- Antología poética de la flor natural (1970)
- Terruño (1971)
- Estampas (1975)
- Vuelo de Azores (1980)
- Canto al paisaje de Bolivia (1982)
- Cantares (1992)